# هوراس تي. ساندرز
هوراس تي. ساندرز هو محامي وسياسي أمريكي، ولد في 1 مايو 1820، وتوفي في 6 أكتوبر 1865. انتخب عضو جمعية ولاية ويسكونسن ‏.